# Färöarnas herrlandslag i volleyboll
Färöarnas herrlandslag i volleyboll representerar Färöarna i volleyboll på herrsidan. De har deltagit i Europamästerskapet i volleyboll för små nationer flera gånger samt i European Silver League 2023.